# Rapporti prefabbricati
Rapporti prefabbricati (Panelkapcsolat) è un film del 1982 diretto da Béla Tarr.

## Riconoscimenti
- 1982 - Locarno Festival
  - Menzione speciale